# 14丁目/6番街駅
14丁目/6番街駅（14ちょうめ/6ばんがいえき、英語: 14th Street/Sixth Avenue）はマンハッタン区チェルシーにあるニューヨーク市地下鉄の複合駅で、IRTブロードウェイ-7番街線、BMTカナーシー線、IND6番街線が相互に乗換可能である。以下の運行系統が乗り入れている。
- 1系統、2系統、F系統およびL系統：終日
- 3系統：深夜帯以外
- M系統：平日

また、パストレインの14丁目駅にも連絡している。

## 駅構造
| G                                 | 地上階                                           | 出入口 |
| B1                                | 改札階                                           | 改札、駅員詰所、メトロカード/OMNY自動販売機、パストレイン乗換 |
| B2 ブロードウェイ -7番街線 ホーム | 南行緩行線                                       | ← サウス・フェリー駅行き（クリストファー・ストリート-ストーンウォール駅） ← 深夜のみ：フラットブッシュ・アベニュー-ブルックリン・カレッジ駅行き（クリストファー・ストリート-ストーンウォール駅） |
| B2 ブロードウェイ -7番街線 ホーム | 島式ホーム、緩行線は左側、急行線は右側ドアが開く | |
| B2 ブロードウェイ -7番街線 ホーム | 南行急行線                                       | ← フラットブッシュ・アベニュー-ブルックリン・カレッジ駅行き（チェンバーズ・ストリート駅） ← ニューロッツ・アベニュー駅行き（チェンバーズ・ストリート駅）                                         |
| B2 ブロードウェイ -7番街線 ホーム | 北行急行線                                       | → ウェイクフィールド-241丁目駅行き（34丁目-ペン・ステーション駅）→ ハーレム-148丁目駅行き（34丁目-ペン・ステーション駅）→                                                                        |
| B2 ブロードウェイ -7番街線 ホーム | 島式ホーム、緩行線は左側、急行線は右側ドアが開く | |
| B2 ブロードウェイ -7番街線 ホーム | 北行緩行線                                       | → ヴァン・コートラント・パーク-242丁目駅行き（18丁目駅）→ 深夜のみ：ウェイクフィールド-241丁目駅行き（18丁目駅）→                                                                                |
| B2 6番街線/ パストレイン ホーム   | 南行緩行線                                       | ← コニー・アイランド-スティルウェル・アベニュー駅行き（西4丁目-ワシントン・スクエア駅） ← 平日：ミドル・ヴィレッジ-メトロポリタン・アベニュー駅行き（西4丁目-ワシントン・スクエア駅）            |
| B2 6番街線/ パストレイン ホーム   | 相対式ホーム、左側ドアが開く                     | |
| B2 6番街線/ パストレイン ホーム   | 相対式ホーム、右側ドアが開く                     | |
| B2 6番街線/ パストレイン ホーム   | パストレイン南行線                               | ← HOB–33 ホーボーケン駅行き（9丁目駅） ← JSQ–33 ジャーナル・スクエア駅行き（9丁目駅） ← JSQ–33 (via HOB) ジャーナル・スクエア駅行き（9丁目駅）                                                   |
| B2 6番街線/ パストレイン ホーム   | パストレイン北行線                               | → HOB–33 33丁目駅行き（23丁目駅）→ JSQ–33 33丁目駅行き（23丁目駅）→ JSQ–33 (via HOB) 33丁目駅行き（23丁目駅）→                                                                                   |
| B2 6番街線/ パストレイン ホーム   | 相対式ホーム、右側ドアが開く                     | |
| B2 6番街線/ パストレイン ホーム   | 相対式ホーム、左側ドアが開く                     | |
| B2 6番街線/ パストレイン ホーム   | 北行緩行線                                       | → ジャマイカ-179丁目駅行き（23丁目駅）→ 平日：フォレスト・ヒルズ-71番街駅行き（23丁目駅）→ |
| B3 カナーシー線 ホーム            | 北行線                                           | ← 8番街駅行き（終点） |
| B3 カナーシー線 ホーム            | 島式ホーム、左側ドアが開く                       | |
| B3 カナーシー線 ホーム            | 南行線                                           | → カナーシー-ロッカウェイ・パークウェイ駅行き（ユニオン・スクエア駅）→ |
| B4 6番街線                        | 南行急行線                                       | ← 通過 |
| B4 6番街線                        | 北行急行線                                       | → 通過 → |

注：
- IRTブロードウェイ-7番街線ホームと他線ホームは1ブロックほど離れている。
- IND6番街線の急行線は複合駅のさらに地下を走っているが、ホームはなくただ通過するだけである[2]。
- パストレインのホームは14丁目駅である。

## IRTブロードウェイ-7番街線
IRTブロードウェイ-7番街線14丁目駅（14th Street）は1918年7月1日に開業した島式ホーム2面4線の駅である。
線路側の壁には開業以来のモザイクタイルの帯が施され、"14丁目"を示す14の銘板が等間隔ではめ込まれている。ホームには青く塗られた I 形鋼の柱が等間隔で並び、1本おきにニューヨーク市地下鉄で標準的な黒地に白でレタリングした駅名標が取り付けられている。
14丁目駅には改札口が3つあり、終日営業しているのは駅北端にあるものである。各ホームから階段を上がると中央に新聞スタンドがあるホーム間連絡通路に出る。南行線・ホームの上には使われなくなったトイレがあり（"MEN" と "WOMEN" と書いたモザイクが残っている）、HEET自動改札機が北行線・ホームの上に2台設けられている（1台は入出場兼用、1台は出場専用）。改札を抜けると階段で14丁目 - 7番街交差点の南東角に出ることができる。この連絡通路にはBMTカナーシー線への通路もあり、IND6番街線ホームへ改札内乗換することもできる。新聞スタンドの向かい側には終日営業の自動改札機が並んでおり、トークン・ブースが設けられたメザニンを通って3本の階段で14丁目 - 7番街交差点の北東角・北西角・南西角に出ることができる。以前は14丁目/8番街駅への通路があり、方向案内のモザイクも設けられているが、この通路があった場所には現在はカナーシー線ホームに下りる階段が設けられている。
駅中央部には出場専用改札口が設けられている。各ホームから階段を上がってホーム間連絡通路に出ると、出場専用改札機が1台と非常口がある。階段が2本あり、13丁目 - 7番街交差点の北東角および北西角に出ることができる。
駅南端に無人改札口があり、各ホームから階段を上るとホーム間連絡通路に出る。改札には出場専用改札機とHEET自動改札機が各1台設けられている。メザニンには使われなくなった乗客案内ブースがあり、2本の階段で12丁目 - 7番街交差点の北東角および北西角に出ることができる。

## IND6番街線
IND6番街線14丁目駅（14th Street）は西4丁目-ワシントン・スクエア駅 - 47丁目-50丁目-ロックフェラー・センター駅間とともに1940年12月15日に開業した。
14丁目と16丁目にエントランスがあり、ホーム両端の改札に出ることができる。14丁目のエントランスはパストレインと共用しているが、改札は別である。メザニンはホームの上に全長に渡って設けられているが、大部分が使われておらず照明も薄暗い状態である。
ホーム壁面にはダークグリーンで縁取りしたグリーンの帯が引かれており、駅名標はライトグリーンで縁取りしたダークグリーンの地に白のセリフ体で "14TH STREET" とレタリングされている。帯と駅名標のそばには方向案内と黒地に白でナンバリングした駅銘板が配されている。
14丁目駅は相対式ホーム2面2線の駅であるが、通常とは異なり線路の内側にホームが設けられている。ニューヨーク市地下鉄の相対式ホームの駅の大半は線路の外側にホームがあり、列車右側のドアが開くのに対して、当駅では左側のドアが開く。また、パストレインのホームは壁を隔てて反対側にあり、地下鉄側からは見えない。構造上はもし壁がなければ地下鉄とパストレインで対面乗り換えができるが、この壁が別路線・別系統の境界として両線を完全に分離する役目を果たしている。
IND6番街線の急行線はパストレインの線路の下を通っており、駅からは見えなくなっている。トンネル断面は円形だが、当駅と隣の23丁目駅の下では駅を設置する計画があったことから断面が正方形になっている。

## BMTカナーシー線
BMTカナーシー線6番街駅（Sixth Avenue）は1924年9月21日に開業した島式ホーム1面2線の駅で、地下12メートル（40フィート）にある。
線路側の壁面には開業当時からのタイルモザイクの帯が残っており、オリーブグリーン、ブラウン、オーカー、タン等のアースカラーにライトグリーンとコペンハーゲンブルーの縁取りが施されている。また、6番街を表す "6" の銘板が帯に等間隔ではめ込まれている。
ホームから上がる階段は7か所あり、西端にある2つはIRTブロードウェイ-7番街線の終日営業の改札に出る。次の2つはIND6番街線ホームの南端に出る。
次の2つはメザニンに上がり改札口に出るもので、パウダーブルーとステートブルーのラインが引かれている。改札には通常の改札機3台とHEET自動改札機2台が置かれ、トークン・ブースはない。2本の階段があり、それぞれ14丁目-6番街交差点の北東角と南東角に出ることができる。また、北東角の階段にある無人改札からはIND6番街線14丁目駅のクイーンズ方面ホーム側のメザニンに出ることもできる。
最後の1つはホームの東端にあり、倉庫と換気室に繋がっている。以前はもう1つ階段があったが、現在は撤去されている。
IRTブロードウェイ-7番街線への通路にはジェニファー・コッター（Jennifer Kotter）が1993年に制作した MTA Jewels という作品が展示されている。これは様々な主題に基づく一群の絵画からなっている。
駅の西側には車止めが設けられた引上線が2本の線路の間に設けられている。この引上線は8番街駅側からしか入線できないが、これは8番街駅が1931年に開業するまでは当駅が終点だったことの名残である。

### ポップカルチャーにて
1977年の映画『Joy（邦題：クライマックス・パート4）』では27分あたりでシャロン・ミッチェル演じるジョイが6番街駅に入って列車に乗り、ただ1人の乗客でT.R.エイムズの "How To Pickup Girls" を読んでいた若い男を誘惑するシーンがある。

## 画像

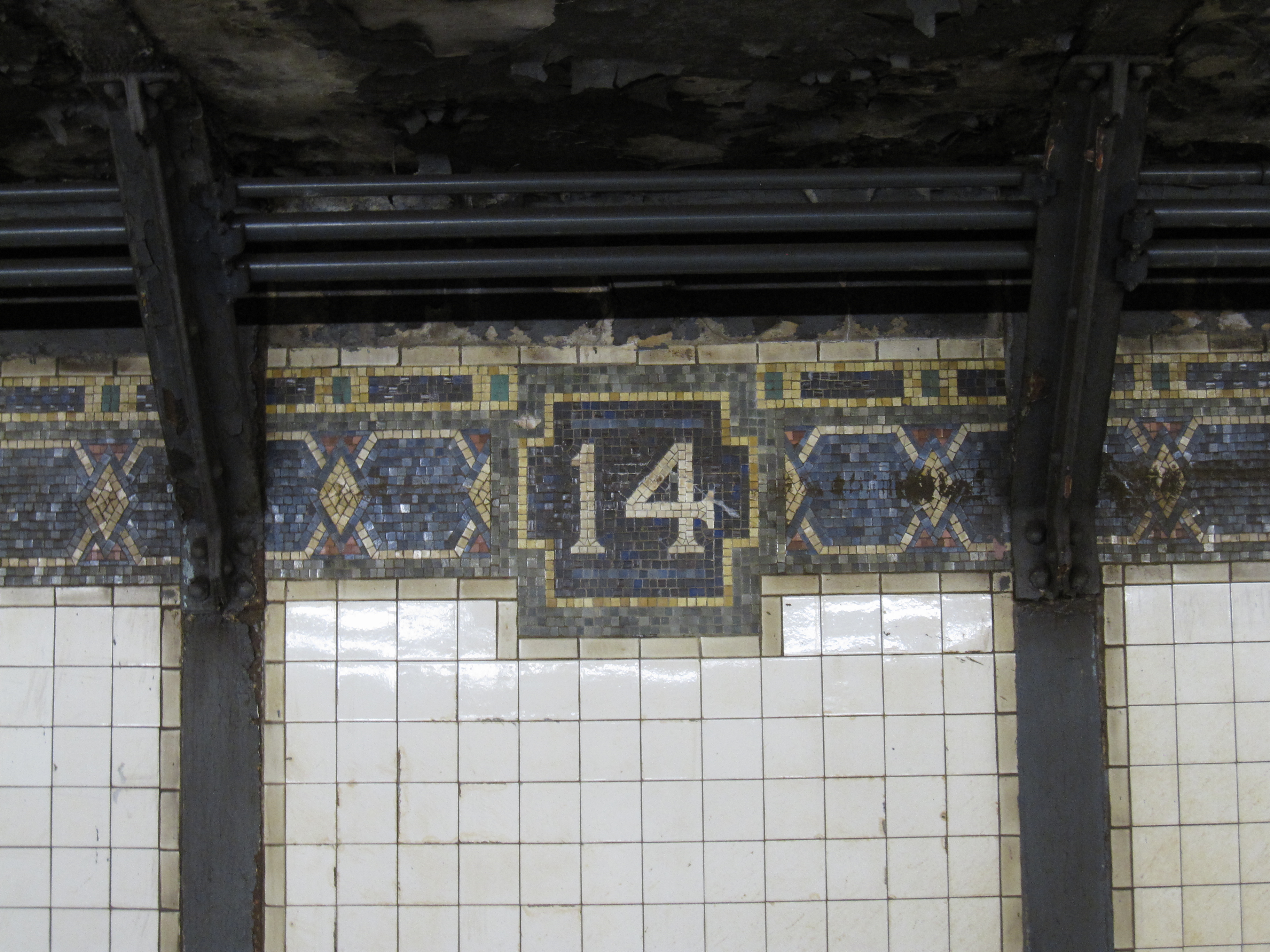
タイル壁に設けられた"14"の銘板モザイク
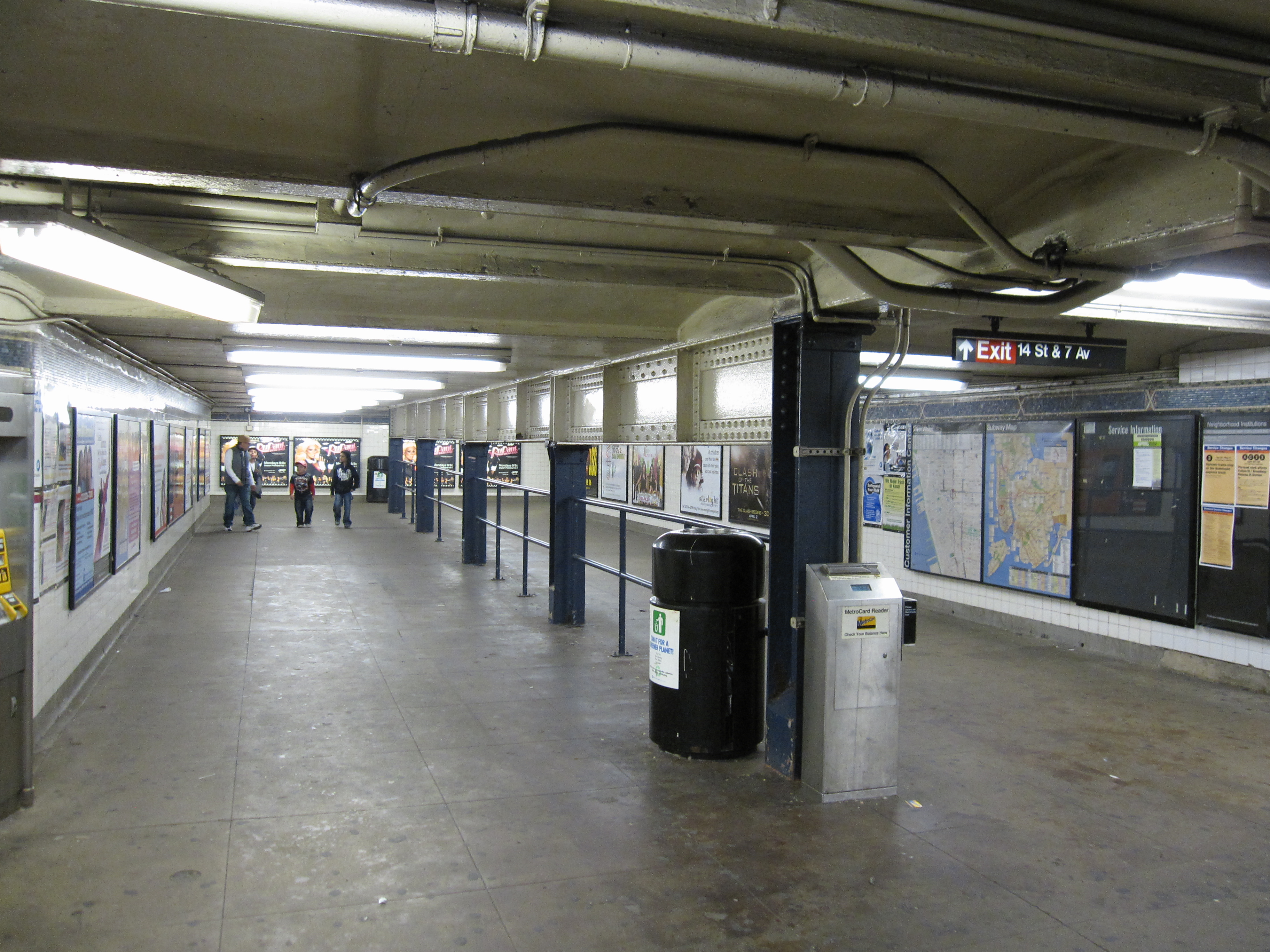
メザニン
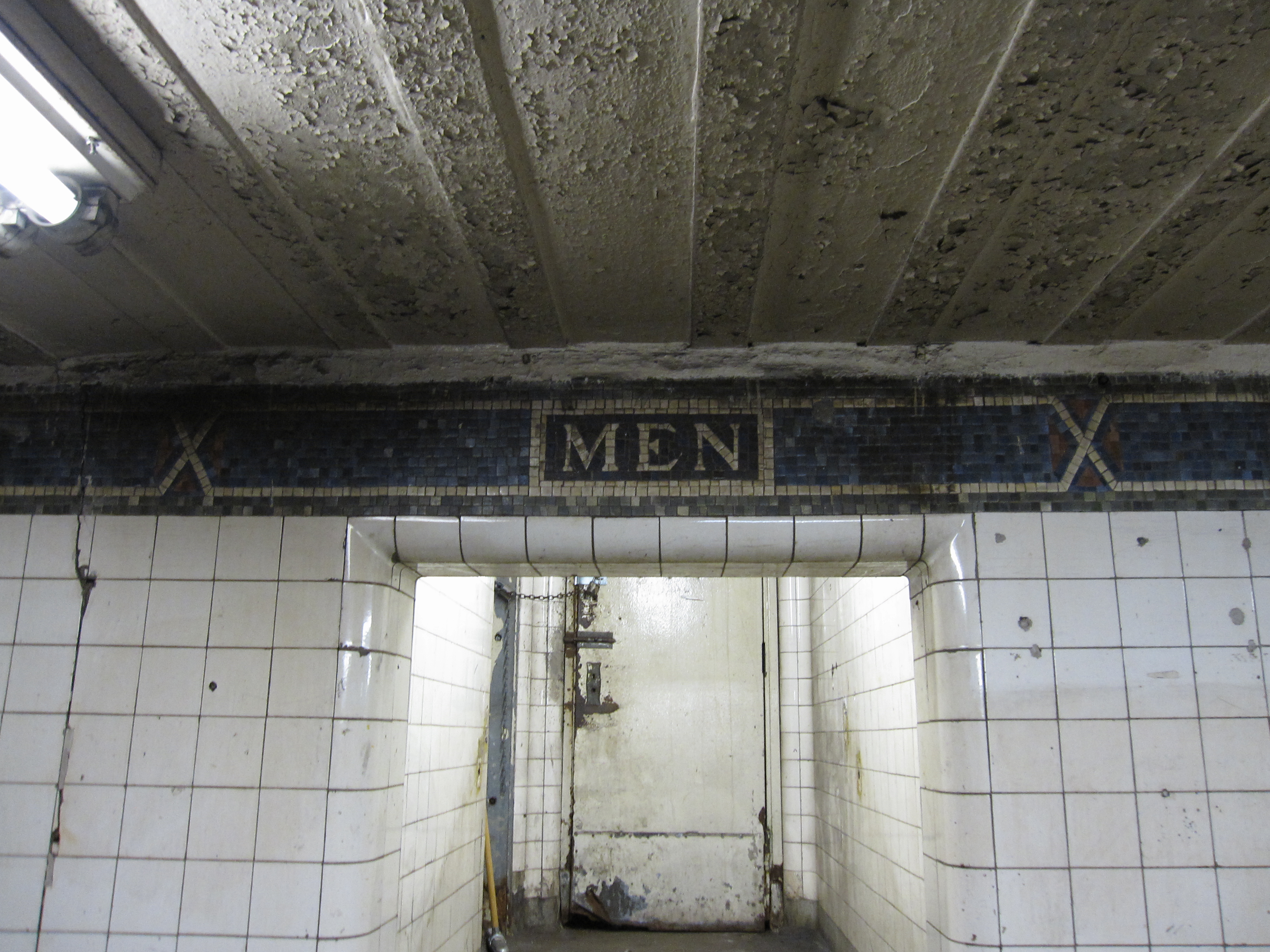
旧男子トイレの上のモザイク
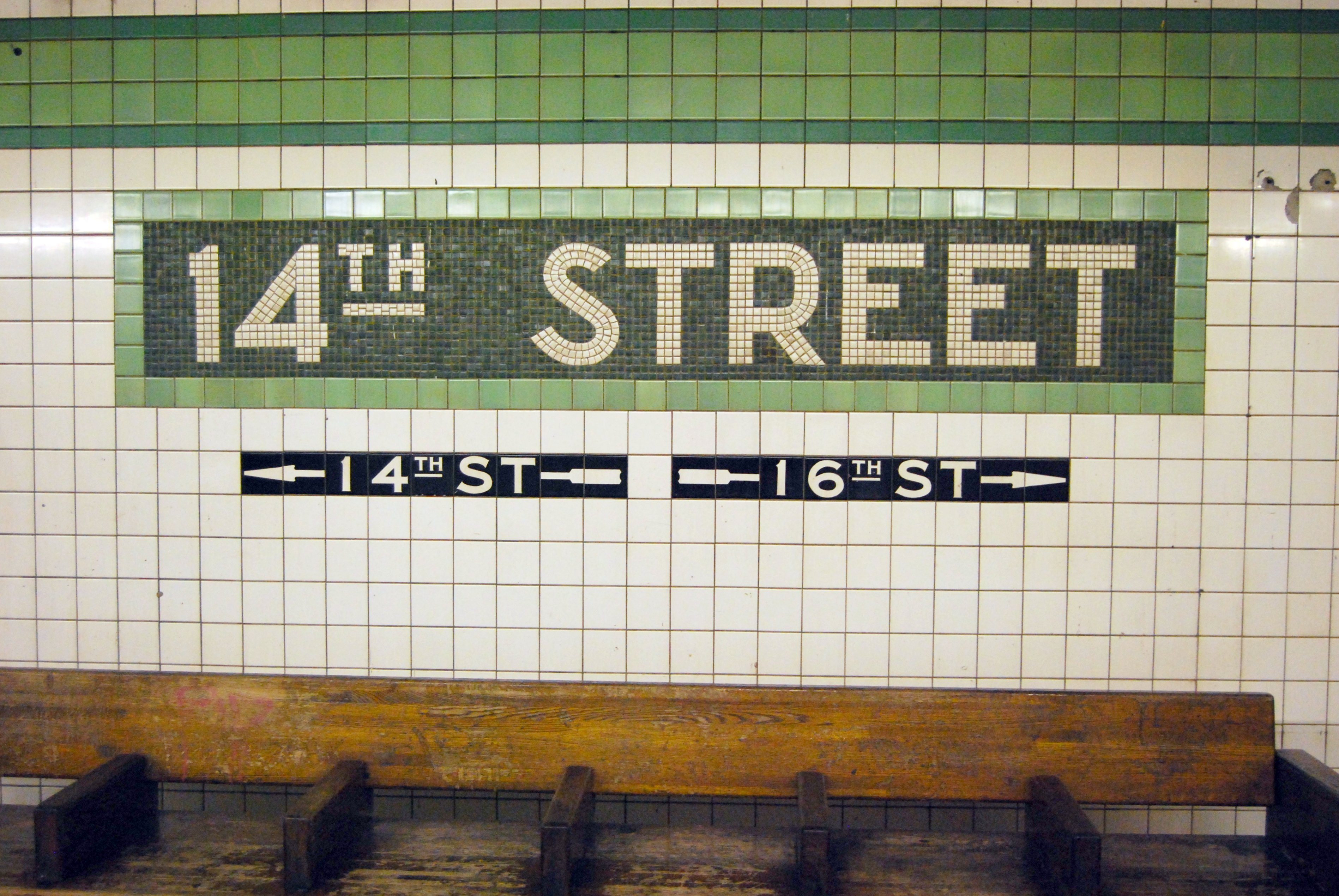
タイル帯と駅名標
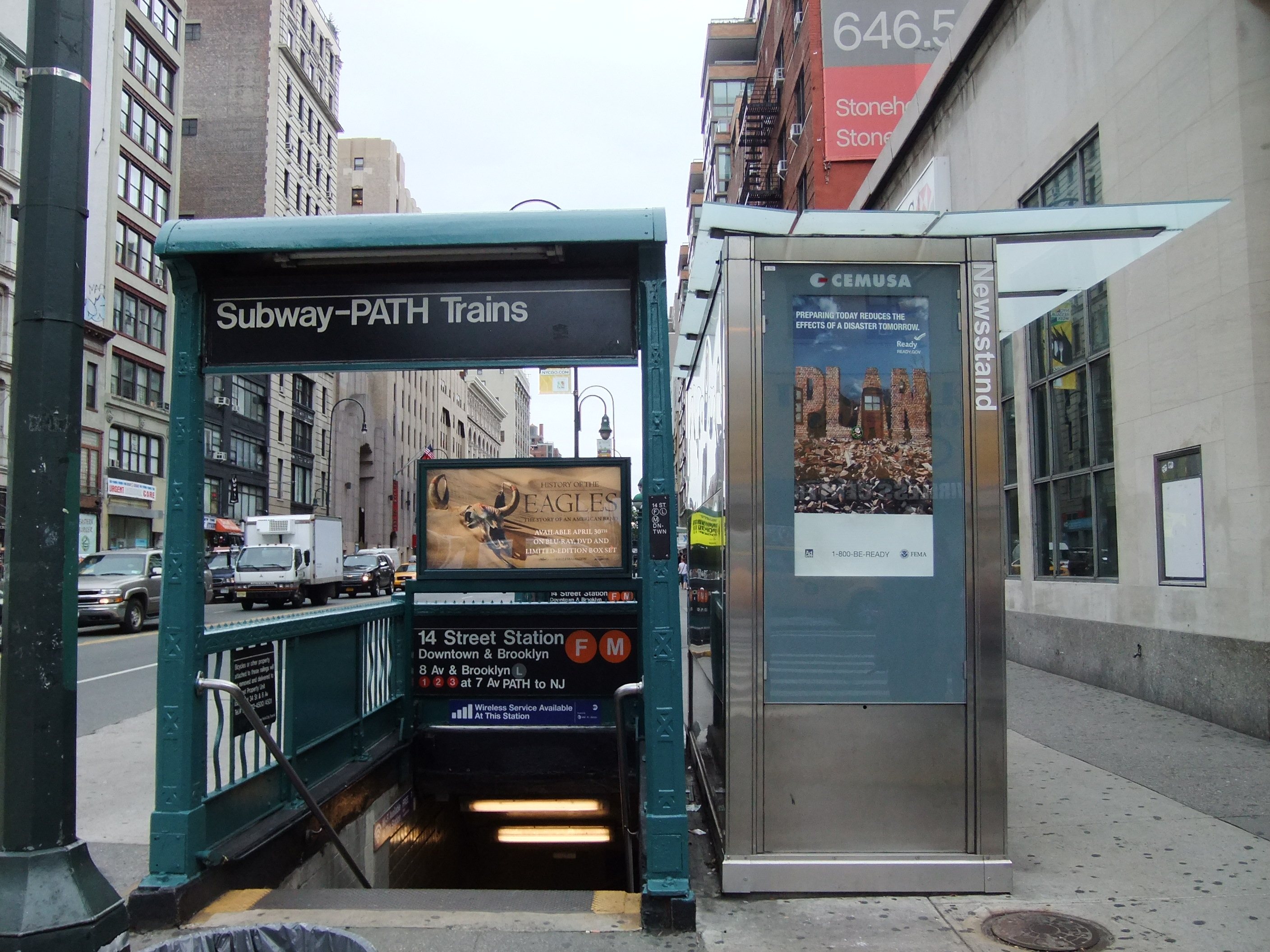
パストレインに下りる北西階段
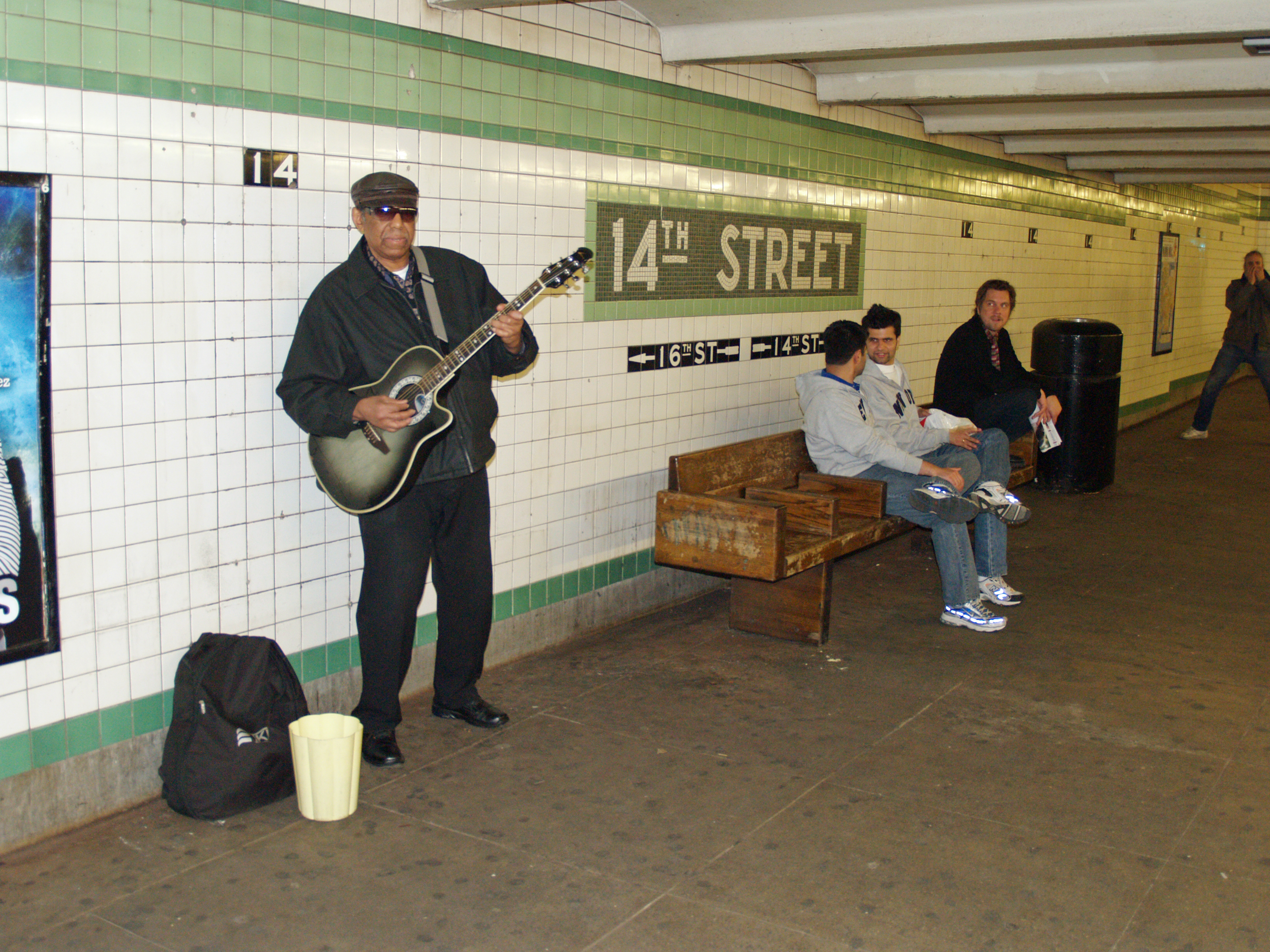
IND6番街線の南行ホームで演奏するミュージシャン